# Sansac-de-Marmiesse
Sansac-de-Marmiesse là một xã ở tỉnh Cantal, thuộc vùng Auvergne-Rhône-Alpes ở miền trung nước Pháp.

## Dân số
| Năm | 1962 | 1968 | 1975 | 1982 | 1990  | 1999  |
| --- | ---- | ---- | ---- | ---- | ----- | ----- |
| Dân số | 354  | 349  | 523  | 829  | 1 076 | 1 101 |
| From the year 1968 on: No double counting—residents of multiple communes (e.g. students and military personnel) are counted only once. |      |      |      |      |       |       |

### Liens internes
- Xã của tỉnh Cantal